# Chute de train de Paul Deschanel
Pour un article plus général, voir Paul Deschanel.

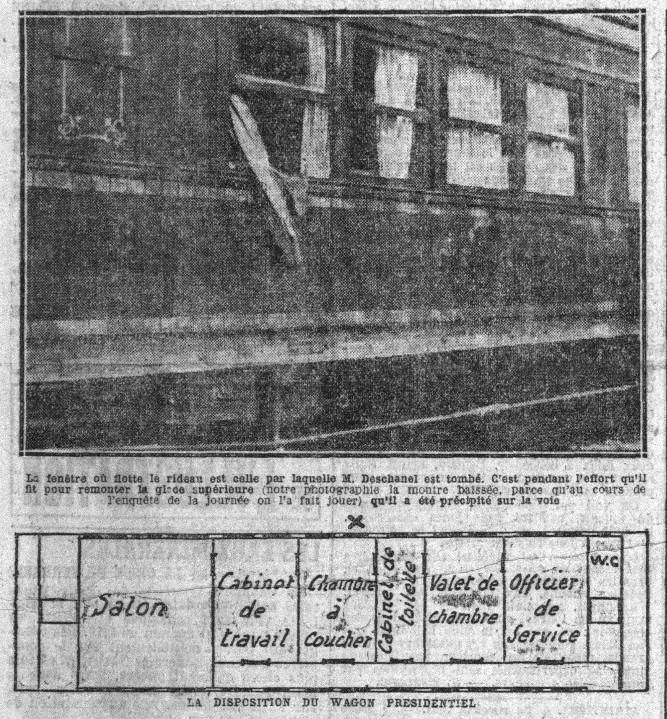
Photographie du convoi duquel tomba Paul Deschanel ainsi qu’un plan de l’intérieur du wagon présidentiel (Le Petit Parisien, 25 mai 1920).

Paul Deschanel, président de la République française depuis février 1920, fait une chute de train nocturne le 23 mai 1920, à proximité de Montargis, après avoir ouvert la fenêtre de sa voiture.
Cet incident s’expliquerait notamment par la prise d'un hypnotique par le chef de l’État — qui est alors victime de crises d’anxiété —, par le syndrome d'Elpénor ainsi que par le mode d'ouverture des fenêtres à guillotine.
Si Paul Deschanel n’est que légèrement blessé en raison de la faible allure du convoi, l’événement donne lieu à de nombreuses caricatures.

## Contexte
Élu à l'issue de l’élection présidentielle de janvier 1920 après avoir devancé Georges Clemenceau à la surprise générale, Paul Deschanel prend ses fonctions de président de la République française le 18 février 1920. Il aurait présenté, à partir d'avril 1920, des signes d’anxiété et de dépression ainsi que des crises d'angoisse inquiétant son entourage.
Son état s’expliquerait par un surmenage dû à sa fonction de président de la Chambre des députés durant toute la Première Guerre mondiale, par le résultat des négociations de paix de 1919 — qu’il juge trop clémentes envers l’Allemagne — ainsi que par son accaparement par la rédaction de son ouvrage sur Léon Gambetta et le déroulement de la campagne présidentielle. Plusieurs témoins indiquent que le point de bascule intervient lorsqu’il se rend compte de ses très faibles pouvoirs à la présidence de la République et de son incapacité à avoir une plus grande marge de manœuvre du fait de la pratique en vigueur sous la Troisième République. Son inexpérience à une fonction du pouvoir exécutif et les lourdes règles de protocole renforcent ses angoisses,,.

## Déroulement
Le 23 mai 1920, Paul Deschanel monte dans le train présidentiel à destination de la commune de Montbrison (département de la Loire), où il doit inaugurer un monument rendant hommage à Émile Reymond, sénateur du département et aviateur, mort au combat en 1914.
Peu avant minuit, le train circule sur la ligne de Villeneuve-Saint-Georges à Montargis, plus exactement entre les gares disparues de Lorcy-Corbeilles (à Corbeilles) et de Mignerette, à proximité de Montargis dans le Loiret.
Alors qu'il éprouve une sensation d'étouffement dans un convoi surchauffé, le chef de l’État ouvre la fenêtre à guillotine de son compartiment et chute de sa voiture,. Il se retrouve alors à côté de la voie ferrée, en pyjama et ensanglanté. Ses blessures présentent néanmoins un caractère bénin, le train ne circulant qu’à faible allure lors de sa chute.
Après avoir marché, Paul Deschanel rencontre un ouvrier cheminot qui surveille la zone de travaux, auprès duquel il se présente comme étant le président de la République. L'image des personnalités politiques étant à l'époque encore peu diffusée auprès de la population, le cheminot se montre sceptique et le conduit jusqu'à une maison de garde-barrière, où le blessé est soigné et mis au lit. Le garde-barrière prévient finalement la gendarmerie de Corbeilles, alors que sa femme aurait dit ultérieurement à des journalistes : « J'avais bien vu que c'était un monsieur : il avait les pieds propres. »
La lenteur des communications entre les divers échelons fait que, malgré les faibles distances, le sous-préfet de Montargis n'est prévenu par télégramme que tardivement dans la nuit. L'incident commence à avoir un retentissement certain lorsqu’il est évident, avant l'arrivée du train en gare de Roanne, que le président a disparu. La suite présidentielle — menée par Théodore Steeg, ministre de l'Intérieur — attendant sur le quai de la gare ne reste pas longtemps sans nouvelles : une dépêche, envoyée par la gare de Montargis à celle de Saint-Germain-des-Fossés, dont le contenu explique succinctement le déroulement des événements survenus dans la nuit, lui est rapidement transmise.
La présidence de la République résume l’incident en publiant le communiqué suivant :

« […] M. le Président se coucha vers dix heures après avoir fermé la fenêtre de son wagon pour éviter un refroidissement. Quelques instants après le passage du train présidentiel à Montargis, M. Deschanel se sentit incommodé par la chaleur, se leva et alla à l'une des fenêtres qu'il ouvrit pour prendre l'air. Saisi par l'air vif de la nuit, il bascula par la fenêtre très large du wagon et tomba sur la voie. Le bonheur voulut qu'à ce moment le train allât à une allure modérée et que le ballast fût, à cette place, très sablonneux. Le Président qui n'avait aucunement perdu connaissance put se relever et gagner le poste le plus proche de garde-barrière. Le sous-préfet de Montargis arrivait peu après avec une automobile et amenait le Président à la sous-préfecture. M. Deschanel n'a que quelques contusions sans gravité et il a tenu à téléphoner lui-même à l'Élysée pour rassurer les siens. […] »

## Causes et explications
Il est établi par des médecins que la chute du train est due à une forme de somnambulisme, causée par plusieurs facteurs : prise d’un hypnotique — auquel il n’était pas habitué —, chaleur du compartiment, mode d'ouverture particulier des fenêtres à guillotine qui permit le basculement du président lorsqu'il souhaita respirer de l’air frais.
Le Dr Benjamin-Joseph Logre, médecin du chef de l’État, fait également état du « syndrome d'Elpénor » (par référence à l'aventure d'un compagnon d'Ulysse), qui aurait été provoqué par la prise de calmants pour dormir et aurait créé chez le Président un état de semi-conscience maladive lors d'un réveil incomplet,. Il explique notamment : « Ce syndrome, caractérisé par un « réveil incomplet » avec troubles passagers de la mémoire, peut donner lieu à des réactions graves, en particulier à des accidents presque toujours très mal compris de l’entourage, des magistrats et même des médecins. Les causes les plus diverses d’intoxication, de fatigue et de dépression peuvent figurer à l’origine du syndrome. »

## Conséquences et suites

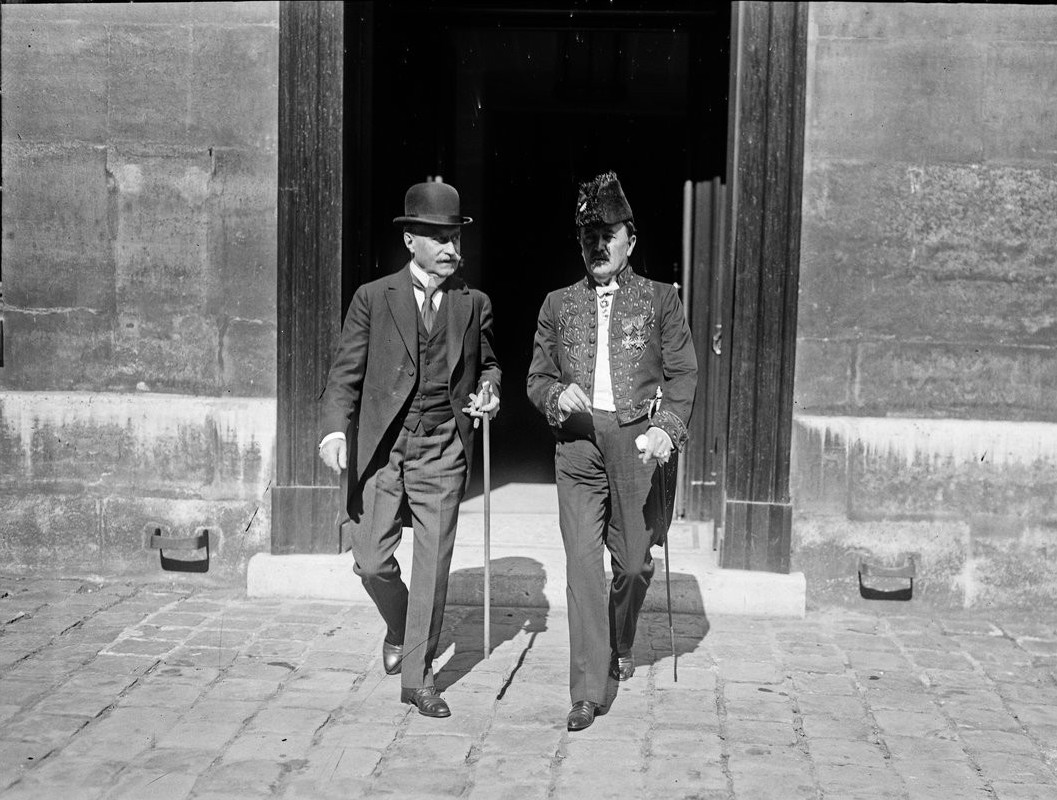
Paul Deschanel et Robert de Flers à l’Académie française, en 1921.

Alors que le chef de l’État préside le Conseil des ministres dès le lendemain, sa chute donne lieu dans la presse à de nombreuses caricatures, souvent cruelles, et excite la verve des chansonniers, comme Lucien Boyer avec son Pyjama présidentiel. Plusieurs personnalités critiquent la manière, démesurée voire mensongère, de présenter l'incident, qui frappe les esprits en raison de la notoriété de sa victime. Charles Maurras s’indigne dans l'Action française, tandis que l’ancien président de la République Raymond Poincaré fait état de la dangerosité du système d'ouverture des fenêtres du convoi visant à permettre au chef de l’État d’être vu du public.
D'autres prétendus incidents dont aurait été victime Paul Deschanel ne sont pas attestés et l’historien Adrien Dansette précise que « jamais Deschanel ne déraisonne »,. Cependant, la dépression du président de la République se poursuit au fil des mois et le contraint à démissionner en septembre 1920. S’étant rétabli après une période de convalescence, il effectue son retour en politique peu après en se faisant élire sénateur puis président de la commission des Affaires étrangères du Sénat,.
Un riverain des lieux de l'incident obtient, plusieurs décennies après, que soit apposée une stèle commémorative de l'incident, très sobre et sans aucun élément de caricature, à proximité du passage à niveau et de l'ancienne maison de garde-barrière où avait été conduit Paul Deschanel après sa chute.

## Évocations artistiques
Cet incident forme le cœur du film Le Tigre et le Président de Jean-Marc Peyrefitte, sorti en 2022, qui dépeint la rivalité entre Paul Deschanel et Georges Clemenceau.